# Франсиско-дель-Кармен-Карвахаль
Франсиско-дель-Кармен-Карвахаль (исп. Francisco del Carmen Carvajal) — муниципалитет в составе венесуэльского штата Ансоатеги. Административный центр — город Валье-де-Гуанапе. Муниципалитет назван в честь местного уроженца, героя борьбы за независимость Венесуэлы.

## Административное деление
Муниципалитет делится на 2 прихода:
- Валье-де-Гуанапе
- Санта-Барбара